# Pink Sport Time 2019-2020
Questa voce raccoglie le informazioni riguardanti l'Associazione Sportiva Dilettantistica Pink Sport Time nelle competizioni ufficiali della stagione 2019-2020.

## Stagione
La società presenta per la nuova stagione un nuovo allenatore, Domenico "Mimmo" Caricola, che va a sostituire Roberto D'Ermilio alla guida tecnica della squadra per la stagione 2018-2019.
Caricola paga la difficoltà della squadra nell'uscire dalla parte bassa della classifica venendo esonerato il 20 febbraio, dopo la sconfitta casalinga per 4-1 subita alla 15ª giornata con la Florentia San Gimignano. Al suo posto viene chiamata Cristiana Mitola che però può dirigere la Pink solo la 16ª giornata, dove la squadra in trasferta sul campo dell'Inter, grazie alla doppietta di Debora Novellino riesce a recuperare il doppio svantaggio chiudendo l'incontro sul 2-2, risultato che si rivelerà determinante ai fini della salvezza. 
A seguito dello svilupparsi della pandemia di COVID-19 che ha colpito l'Italia dal mese di febbraio, il 10 marzo 2020, quando erano state giocate sedici giornate di campionato, venne comunicata dalla FIGC una prima sospensione di tutte le attività agonistiche fino al 3 aprile successivo, conseguentemente a quanto disposto dal Governo per decreto ministeriale. Seguirono una serie di proroghe della sospensione delle attività agonistiche, finché l'8 giugno 2020 venne comunicata la sospensione definitiva del campionato di Serie A. La classifica finale è stata definitiva sulla base della classifica al momento della sospensione definitiva del campionato, alla quale sono stati applicati dei criteri correttivi: la Pink Sport Time ha così concluso il campionato di Serie A al decimo posto con 15,125 punti finali.

## Organigramma societario
- Allenatore: Domenico Caricola (1-15ª giornata)[1]
- Allenatore: Cristiana Mitola (dalla 16ª giornata)[1]
- Allenatore in seconda:
- Preparatore portieri:
- Preparatore atletico:

## Rosa
| N. |                        | Ruolo | Calciatrice           |
| -- | ---------------------- | ----- | --------------------- |
| 1  | Finlandia (bandiera)   | P     | Paula Myllyoja        |
| 2  | Canada (bandiera)      | D     | Paige Culver          |
| 3  | Italia (bandiera)      | D     | Ilaria Capitanelli    |
| 4  | Italia (bandiera)      | D     | Martina Di Bari       |
| 5  | Italia (bandiera)      | D     | Antonella Marrone     |
| 8  | Italia (bandiera)      | C     | Jenny Piro            |
| 9  | Slovenia (bandiera)    | C     | Sara Ketiš            |
| 10 | Italia (bandiera)      | A     | Noemi Manno           |
| 11 | Italia (bandiera)      | A     | Angelica Parascandolo |
| 12 | Svezia (bandiera)      | C     | Emelie Helmvall       |
| 14 | Paesi Bassi (bandiera) | A     | Corina Luijks         |

| N. |                      | Ruolo | Calciatrice               |
| -- | -------------------- | ----- | ------------------------- |
| 18 | Finlandia (bandiera) | A     | Henna-Riikka Honkanen     |
| 19 | Malta (bandiera)     | A     | Shona Zammit              |
| 20 | Romania (bandiera)   | A     | Cristina Carp             |
| 21 | Italia (bandiera)    | D     | Lucia Ceci                |
| 23 | Italia (bandiera)    | D     | Francesca Soro (capitano) |
| 24 | Spagna (bandiera)    | C     | Aina Torres               |
| 25 | Italia (bandiera)    | P     | Maria Grazia Balbi        |
| 31 | Italia (bandiera)    | P     | Rebecca Di Fronzo         |
| 33 | Italia (bandiera)    | D     | Debora Novellino          |
| 55 | Italia (bandiera)    | D     | Ilaria Trotta             |

## Calciomercato

### Sessione estiva
| Acquisti | Acquisti         | Acquisti           | Acquisti   |
| R.       | Nome             | da                 | Modalità   |
| -------- | ---------------- | ------------------ | ---------- |
| P        | Paula Myllyoja   | Åland United       | definitivo |
| D        | Paige Culver     | Kent State Alum    | definitivo |
| D        | Ilaria Trotta    | Conversano C5      | definitivo |
| C        | Sara Ketiš       |                    | definitivo |
| C        | Miriam Rodríguez | Fundación Albacete | definitivo |
| C        | Aina Torres      | Santa Teresa       | definitivo |
| A        | Cristina Carp    | U Olimpia Cluj     | definitivo |
| A        | Noemi Manno      | Verona             | definitivo |
| A        | Shona Zammit     | Hibernians         | definitivo |

| Cessioni | Cessioni            | Cessioni        | Cessioni   |
| R.       | Nome                | a               | Modalità   |
| -------- | ------------------- | --------------- | ---------- |
| P        | Roberta Aprile      | Inter           | definitivo |
| D        | Francesca Quazzico  | Inter           | definitivo |
| D        | Toriana Patterson   |                 | svincolata |
| D        | Erika Santoro       | Sassuolo        | definitivo |
| C        | Noemi Montemurro    | Makula Molfetta | definitivo |
| C        | Sonia O'Neill       | Spalato         | definitivo |
| C        | Simona Petkova      | Empoli          | definitivo |
| A        | Paloma Lázaro       | Fiorentina      | definitivo |
| A        | Francesca Pittaccio |                 | svincolata |
| A        | Isabel Sgaramella   | Castelvecchio   | definitivo |

### Operazioni successive alla sessione estiva
| Acquisti | Acquisti              | Acquisti | Acquisti   |
| R.       | Nome                  | da       | Modalità   |
| -------- | --------------------- | -------- | ---------- |
| A        | Henna-Riikka Honkanen | JyPK     | definitivo |

| Cessioni | Cessioni         | Cessioni | Cessioni   |
| R.       | Nome             | a        | Modalità   |
| -------- | ---------------- | -------- | ---------- |
| C        | Miriam Rodríguez | Eibar    | definitivo |

### Sessione invernale
| Acquisti | Acquisti            | Acquisti | Acquisti   |
| R.       | Nome                | da       | Modalità   |
| -------- | ------------------- | -------- | ---------- |
| C        | Åsa Emelie Helmvall | Fart     | definitivo |

| Cessioni | Cessioni      | Cessioni | Cessioni   |
| R.       | Nome          | a        | Modalità   |
| -------- | ------------- | -------- | ---------- |
| A        | Corina Luijks |          | svincolata |

## Risultati

### Serie A

#### Girone di andata
| Arbitro: | Barbiero (Campobasso) |

|                          |           |                                      |
| Luijks 15’ Carp 67’, 68’ | Marcatori | 43’ Sabatino 48’ Cambiaghi 76’ Zanni |

| Arbitro: | Lipizer (Verona) |

|               |           |               |
| Ivanuša 90+1’ | Marcatori | 76’ Novellino |

| Bitetto 12 ottobre 2019, ore 15:00 CEST 3ª giornata | Pink Sport Time | 0 – 0 referto | Verona | Stadio Antonio Antonucci\| Arbitro: \| Vingo (Pisa) \| |
| Arbitro:                                            | Vingo (Pisa)    |               |        |                                                        |

| Arbitro: | Campobasso (Formia) |

|                              |           |                       |
| Kelly 7’ Martinovic 27’, 37’ | Marcatori | 9’ Novellino 62’ Carp |

| Arbitro: | Gregoris (Pescara) |

|            |           |             |
| Zammit 11’ | Marcatori | 28’ Tarenzi |

| Arbitro: | Pistarelli (Fermo) |

|  |           |                               |
|  | Marcatori | 9’ Thøgersen 45’, 85’ Bonetti |

| Arbitro: | Crezzini (Siena) |

|           |           |                         |
| Zanoli 5’ | Marcatori | 15’, 41’ Manno 64’ Soro |

| Bitetto 30 novembre 2019, ore 14:30 CET 8ª giornata | Pink Sport Time | 0 – 0 referto | Empoli | Stadio Antonio Antonucci\| Arbitro: \| Ancora (Roma) \| |
| Arbitro:                                            | Ancora (Roma)   |               |        |                                                         |

| Arbitro: | Rispoli (Locri) |

|                                                              |           |                               |
| Giacinti 1’, 50’, 82’ Heroum 53’ Jane 56’ Þorvaldsdóttir 78’ | Marcatori | 17’ Torres 77’ Carp 88’ Manno |

| Arbitro: | Villa (Rimini) |

|                       |           |  |
| Cernoia 19’ Galli 40’ | Marcatori |  |

| Arbitro: | Borriello (Arezzo) |

|  |           |                                        |
|  | Marcatori | 5’ Bonfantini 10’ Giugliano 72’ Thomas |

#### Girone di ritorno
| Arbitro: | Cadirola (Milano) |

|                               |           |  |
| Monterubbiano 2’ Sabatino 85’ | Marcatori |  |

| Bitetto 25 gennaio 2020, ore 14:30 CET 13ª giornata | Pink Sport Time          | 0 – 0 referto | Tavagnacco | Stadio Antonio Antonucci\| Arbitro: \| Cusumano (Caltanissetta) \| |
| Arbitro:                                            | Cusumano (Caltanissetta) |               |            |                                                                    |

| Arbitro: | Silvera (Valdarno) |

|           |           |              |
| Baldi 17’ | Marcatori | 26’ Honkanen |

| Arbitro: | Finzi (Foligno) |

|          |           |                                                  |
| Piro 18’ | Marcatori | 20’ Martinovic 27’ Imprezzabile 61’, 78’ Nilsson |

| Arbitro: | Gianquinto (Parma) |

|                                    |           |                    |
| Alborghetti 8’ Baresi 45+1’ (rig.) | Marcatori | 13’, 59’ Novellino |

| Firenze 21 marzo 2020, ore 14:30 CET 17ª giornata | Fiorentina | – Annullata | Pink Sport Time | Stadio comunale Gino Bozzi |

| Bitetto 28 marzo 2020, ore 14:30 CET 18ª giornata | Pink Sport Time | – Annullata | Orobica | Stadio Antonio Antonucci |

| Empoli 18 aprile 2020, ore 15:00 CEST 19ª giornata | Empoli | – Annullata | Pink Sport Time | Centro sportivo Monteboro |

| Bitetto 25 aprile 2020, ore 15:00 CEST 20ª giornata | Pink Sport Time | – Annullata | Milan | Stadio Antonio Antonucci |

| Bitetto 9 maggio 2020, ore 15:00 CEST 21ª giornata | Pink Sport Time | – Annullata | Juventus | Stadio Antonio Antonucci |

| Roma 16 maggio 2020, ore 15:00 CEST 22ª giornata | Roma | – Annullata | Pink Sport Time | Stadio Tre Fontane |

### Coppa Italia

#### Fase finale
| Arbitro: | Gandolfo (Torino) |

|  |           |                              |
|  | Marcatori | 101’ Andressa 118’ Hegerberg |

## Statistiche

### Statistiche di squadra
| Competizione | Punti       | In casa | In casa | In casa | In casa | In casa | In casa | In trasferta | In trasferta | In trasferta | In trasferta | In trasferta | In trasferta | Totale | Totale | Totale | Totale | Totale | Totale | DR  |
| Competizione | Punti       | G       | V       | N       | P       | Gf      | Gs      | G            | V            | N            | P            | Gf           | Gs           | G      | V      | N      | P      | Gf     | Gs     | DR  |
| ------------ | ----------- | ------- | ------- | ------- | ------- | ------- | ------- | ------------ | ------------ | ------------ | ------------ | ------------ | ------------ | ------ | ------ | ------ | ------ | ------ | ------ | --- |
| Serie A      | 11 (15,125) | 8       | 0       | 5       | 3       | 5       | 14      | 8            | 1            | 3            | 4            | 12           | 18           | 16     | 1      | 8      | 7      | 17     | 32     | -15 |
| Coppa Italia | -           | 1       | 0       | 0       | 1       | 0       | 2       | 0            | 0            | 0            | 0            | 0            | 0            | 1      | 0      | 0      | 1      | 0      | 2      | -2  |
| Totale       | -           | 9       | 0       | 5       | 4       | 5       | 16      | 8            | 1            | 3            | 4            | 12           | 18           | 17     | 1      | 8      | 8      | 17     | 34     | -17 |

### Andamento in campionato
| Giornata  | 1 | 2 | 3 | 4 | 5 | 6  | 7 | 8 | 9  | 10 | 11 | 12 | 13 | 14 | 15 | 16 | 17 | 18 | 19 | 20 | 21 | 22 |
| --------- | - | - | - | - | - | -- | - | - | -- | -- | -- | -- | -- | -- | -- | -- | -- | -- | -- | -- | -- | -- |
| Luogo     | C | T | C | T | C | C  | T | C | T  | C  | T  | T  | C  | T  | C  | T  | T  | C  | T  | C  | T  | C  |
| Risultato | N | N | N | P | N | P  | V | N | P  | P  | P  | P  | N  | N  | P  | N  | -  | -  | -  | -  | -  | -  |
| Posizione | 4 | 6 | 8 | 8 | 9 | 10 | 8 | 9 | 10 | 10 | 10 | 10 | 10 | 10 | 10 | 10 | -  | -  | -  | -  | -  | -  |

Legenda:

Luogo: C = Casa; T = Trasferta. Risultato: V = Vittoria; N = Pareggio; P = Sconfitta.

### Statistiche delle giocatrici
| Giocatore       | Serie A  | Serie A | Serie A     | Serie A    | Coppa Italia | Coppa Italia | Coppa Italia | Coppa Italia | Totale   | Totale | Totale      | Totale     |
| Giocatore       | Presenze | Reti    | Ammonizioni | Espulsioni | Presenze     | Reti         | Ammonizioni  | Espulsioni   | Presenze | Reti   | Ammonizioni | Espulsioni |
| --------------- | -------- | ------- | ----------- | ---------- | ------------ | ------------ | ------------ | ------------ | -------- | ------ | ----------- | ---------- |
| M.G. Balbi      | 0        | 0       | 0           | 0          | 1            | -2           | 0            | 0            | 1        | -2     | 0           | 0          |
| F. Buonamassa   | 0        | 0       | 0           | 0          | -            | -            | -            | -            | 0        | 0      | 0           | 0          |
| I. Capitanelli  | 15       | 0       | 3           | 0          | 1            | 0            | 0            | 0            | 16       | 0      | 3           | 0          |
| C. Carp         | 16       | 4       | 1           | 0          | 1            | 0            | 0            | 0            | 17       | 4      | 1           | 0          |
| L. Ceci         | 4        | 0       | 0           | 0          | 1            | 0            | 0            | 0            | 5        | 0      | 0           | 0          |
| P. Culver       | 15       | 0       | 0           | 0          | 1            | 0            | 0            | 0            | 16       | 0      | 0           | 0          |
| M. Di Bari      | 11       | 0       | 3           | 0          | 1            | 0            | 1            | 0            | 12       | 0      | 4           | 0          |
| R. Di Fronzo    | 0        | 0       | 0           | 0          | -            | -            | -            | -            | 0        | 0      | 0           | 0          |
| E. Helmvall     | 3        | 0       | 0           | 0          | -            | -            | -            | -            | 3        | 0      | 0           | 0          |
| H. Honkanen     | 10       | 1       | 0           | 0          | 1            | 0            | 0            | 0            | 11       | 1      | 0           | 0          |
| S. Ketiš        | 15       | 0       | 3           | 0          | 1            | 0            | 0            | 0            | 16       | 0      | 3           | 0          |
| R. Larenza      | 0        | 0       | 0           | 0          | 0            | 0            | 0            | 0            | 0        | 0      | 0           | 0          |
| C. Luijks       | 8        | 1       | 0           | 0          | 1            | 0            | 0            | 0            | 9        | 1      | 0           | 0          |
| N. Manno        | 15       | 3       | 2           | 0          | 1            | 0            | 0            | 0            | 16       | 3      | 2           | 0          |
| A. Marrone      | 15       | 0       | 3           | 0          | 1            | 0            | 0            | 0            | 16       | 0      | 3           | 0          |
| A. Mascia       | 0        | 0       | 0           | 0          | 0            | 0            | 0            | 0            | 0        | 0      | 0           | 0          |
| P. Myllyoja     | 16       | -32     | 0           | 0          | 0            | 0            | 0            | 0            | 16       | -32    | 0           | 0          |
| D. Novellino    | 13       | 4       | 1           | 0          | -            | -            | -            | -            | 13       | 4      | 1           | 0          |
| A. Parascandolo | 0        | 0       | 0           | 0          | -            | -            | -            | -            | 0        | 0      | 0           | 0          |
| J. Piro         | 14       | 1       | 5           | 0          | 1            | 0            | 0            | 0            | 15       | 1      | 5           | 0          |
| F. Soro         | 11       | 1       | 4           | 1          | 0            | 0            | 0            | 0            | 11       | 1      | 4           | 1          |
| A. Torres       | 15       | 1       | 0           | 0          | 1            | 0            | 0            | 0            | 16       | 1      | 0           | 0          |
| I. Trotta       | 1        | 0       | 0           | 0          | -            | -            | -            | -            | 1        | 0      | 0           | 0          |
| S. Zammit       | 15       | 1       | 2           | 0          | 1            | 0            | 0            | 0            | 16       | 1      | 2           | 0          |